# ندای وظیفه: جنگ جهانی دوم
ندای وظیفه:جنگ جهانی دوم یا کالاف دیوتی ورد وار تو (به انگلیسی: Call of Duty: WWII) یک بازی ویدئویی در سبک تیراندازی اول شخص است. این بازی توسط اسلج‌همر گیمز تولید و توسط اکتیویژن در تاریخ ۳ نوامبر ۲۰۱۷ منتشر شد.
داستان بازی در زمان جنگ جهانی دوم و همزمان با حوادث ندای وظیفه: جهان در جنگ می‌گذرد. قسمت داستانی در جبهه‌های غربی و دربارهٔ افراد یکی از جوخه‌های لشکر اول پیاده‌نظام ایالات متحده و دیگر متفقین از جمله فرانسه روایت می‌شود.

## روند بازی
بازی همانند نسخه‌های پیشین در سبک تیراندازی اول شخص ساخته شده‌است اما بسیاری از عناصر پیشرفته‌ای که در سه عنوان پیشین وجود داشتند، مانند پرش دوبل یا دویدن روی دیوارها حذف شده‌اند و شخصیت‌ها از تکنیک «چکمه‌ها بر زمین» استفاده می‌کنند. این بدین معنی است که شخصیت‌ها از حرکات پیچیده‌ای بهره نمی‌برند ولی با این حال دویدن و سر خوردن پشت موانع برای سنگر گرفتن وجود دارد.
دویدن نامحدود نیز وجود ندارد و شخصیت پس از طی مسافتی از دویدن بازمی‌ایستد.

### بخش داستانی
در این بخش ۵ شخصیت به شما کمک میکنند از جمله رابرت زاسمن و جوزف ترنر که هر کدام وظیفهٔ کمک رسانی به شما را دارند.
نسخه ندای وظیفه: جنگ جهانی دوم، دومین نسخه بعد از ندای وظیفه ۱ در مجموعه بازی‌های ندای وظیفه است که قابلیت بازیابی سلامت خودکار وجود ندارد و بازیکن به علاوه دیگر افراد جوخه باید با تهیه جعبه‌های کمک‌های اولیه سلامتی خود را بازیابی کند. همچنین بازیکن باید مهمات خود را از محیط پیرامون جمع و در برابر دشمنان استفاده کند. دیگر افراد جوخه می‌توانند با جاسوسی محل اختفای دشمنان را لوث کنند در این حالت دشمنان به صورت سایه نما نشان داده می‌شوند.
در این بخش بازیکن می‌تواند دشمنان را دستگیر کند، به یاران در جدال تن به تن کمک کند یا همراهان زخمی را به درون سنگر بکشاند. تمام این موارد به علاوه کُشتن دشمنان و انجام تمام اهداف، باعث افزایش تجربه «XP» بازیکن می‌شود که این قابلیت در بازی برای افزایش و بهبود مهارت‌های فردی به کار می‌رود. در برخی مراحل امکان کنترل وسایل نقلیه نیز وجود دارد.

### بخش چندنفره
بازیکنان در بخش چند نفره، در دو گروه نیروهای محور یا نیروهای متفقین قرار می‌گیرند. در گروه متفقین، بازیکنان می‌توانند در یکی از لشکرهای انگلیس، آمریکا و گروه مقاومت فرانسه یا در گروه محور، مستقیماً در ارتش آلمان قرار بگیرند.
بازیکن علاوه بر استفاده از سیستم «ساخت یک کلاس» می‌تواند یکی از پنج کلاس را در بازی انتخاب کند و با دشمنان بجنگد.
- پیاده‌نظام[پ]: این کلاس در میان سایر لشکرها تنوع کاربردی زیادی دارد. قدرت مخصوص این کلاس، حمله با سرنیزه به دشمنان است که موجب می‌شود ضربات مشت مرگبار باشد.
- هوابرد[ت]: در این کلاس بازیکنان می‌توانند در سکوت سریعتر حرکت کنند. بازیکنان در این کلاس می‌توانند صدا خفه کن روی اسلحه‌ها نصب کنند که این در روند بازی مخفی‌کاری می‌تواند مؤثر باشد.
- زره پوش[ث]: در این بخش بازیکنان سنگین‌ترین قدرت آتش را برای نابودی دشمنانشان در اختیار دارند. این گروه قابلیت استفاده از مسلسل‌ها برای سلاح اولیه و از موشک‌اندازها به عنوان سلاح ثانویه را دارد.

### بخش زامبی
همانند بسیاری از نسخه‌های قبلی این سری این نسخه نیز دارای حالت زامبی یا (زامبی‌های نازی) است. این بخش در حقیقت از فرمول بقای حالت زامبی در بازی ندای وظیفه: جهان در جنگ استفاده می‌کند و عناصر بسیاری مانند سیستم احیای هم تیمی از بازی اول در این نسخه نیز حضور دارد، هر چند که یک پیش زمینهٔ داستانی به آن نیز اضافه شده‌است.
| گردآورنده | امتیاز                                 |
| --------- | -------------------------------------- |
| متاکریتیک | 79/100 (PS4) 80/100 (XONE) 73/100 (PC) |

| ناشر                     | امتیاز  |
| ------------------------ | ------- |
| دستراکتید                | 7/10    |
| اج                       | 7/10    |
| الکترونیک گیمینگ مانثلی  | 8.5/10  |
| گیم اینفورمر             | 8.75/10 |
| گیم رولیشن               | [ ۱۳ ]  |
| گیم‌اسپات                 | 9/10    |
| گیمز ریدار+              | [ ۱۵ ]  |
| جاینت بامب               | [ ۱۶ ]  |
| آی‌جی‌ان                   | 8/10    |
| پی‌سی گیمر (ایالات متحده) | 70/100  |
| پولیگان                  | 7/10    |